# Atrapados en el paraíso
Atrapados en el paraíso (título original en inglés: Trapped in Paradise) es una película de comedia criminal estadounidense de 1994 con temática navideña escrita y dirigida por George Gallo y protagonizada por Nicolas Cage, Jon Lovitz y Dana Carvey.

## Reparto
- Nicolas Cage como Bill Firpo
- Jon Lovitz como Dave Firpo
- Dana Carvey como Alvin Firpo
- Mädchen Amick como Sarah Collins
- Florence Stanley como Edna 'Ma' Firpo
- Donald Moffat como Clifford Anderson
- Angela Paton como Hattie Anderson
- Vic Manni como Vic Mazzucci
- Frank Pesce como Caesar Spinoza
- John Ashton como Ed Dawson
- John Bergantine como Clovis Minor
- Sean McCann como Chief Bernie Burnell
- Richard Jenkins como Agente Shaddus Peyser
- Sean O'Bryan como Dick Anderson
- Gerard Parkes como Padre Gorenzel
- Richard B. Shull como Padre Ritter

## Estreno
La película fue estrenada en Estados Unidos el 2 de diciembre de 1994.

## Recepción
Trapped in Paradise tiene una aprobación de 10% en Rotten Tomatoes según 20 reseñas y una calificación promedio de 3.4/10. El consenso del sitio dice: "Cargada de talento pero casi imposible de ver, Trapped in Paradise dejará a los espectadores sintiendo la primera parte del título y suspirando por la última". El público encuestado por CinemaScore le dio a la película una calificación promedio de "C+" en una escala de A+ a F.